# Hora Santa
Hora Santa (em latim: hora sancta) é a tradição devocional católica romana de passar uma hora em adoração eucarística na presença do Santíssimo Sacramento. A indulgência plenária é concedida para esta prática. A prática também é observada em algumas igrejas luteranas e algumas igrejas anglicanas.

## História
A inspiração para a Hora Santa é Mateus 26,40. No Evangelho de Mateus, durante a agonia no Jardim do Getsêmani na noite anterior à sua crucificação, Jesus falou aos seus discípulos, dizendo: "A minha alma está triste até a morte. Fique aqui e vigie comigo." (Mateus 26,38) Voltando aos discípulos após a oração, ele os encontrou dormindo e em Mateus 26,40 ele perguntou a Pedro: "Então, vocês não poderiam vigiar comigo por uma hora?" . Ele não pediu uma hora de atividade, mas uma hora de companhia.
Em 1673, Santa Margarida Maria Alacoque afirmou que teve uma visão de Jesus na qual foi instruída a passar uma hora todas as quintas-feiras à noite para meditar nos sofrimentos de Jesus no Jardim do Getsêmani. Esta prática mais tarde se tornou difundida entre os católicos romanos.
Em 1829, a Arquiconfraria da Hora Santa foi estabelecida pelo Père Robert Debrosse em Paray-le-Monial, Borgonha, França. Em 1911 recebeu o direito de agregação para todo o mundo. Uma sociedade semelhante chamada "A Hora Santa Perpétua do Getsêmani" foi formada em Toulouse em 1885 e foi erguida canonicamente em 1907. Em 1909 recebeu indulgências do Papa Pio X.

## Descrição
Não existe uma única maneira de fazer uma Hora Santa. A prática de uma "Hora Santa diária" foi encorajada na tradição católica. "Uma Hora Santa pode ser feita a qualquer hora, mas é particularmente frutífera quando feita regularmente a cada dia ou semana." O arcebispo Fulton J. Sheen fez uma Hora Santa diária em todo o seu sacerdócio e promoveu ativamente a prática. Ele encorajou os protestantes a fazer uma Hora Santa com as Escrituras.

## Significado da gíria
No Estado Livre Irlandês e na República da Irlanda, a "hora sagrada" (em em irlandês:  uair bheannaithe) foi o termo aplicado ao encerramento de estabelecimentos públicos entre as 14h30 e as 15h30 de segunda a sábado nas cidades de Dublin e Cork. Foi introduzido pelo Ministro da Justiça Kevin O'Higgins na década de 1920 para reduzir o consumo de bebidas à tarde pelos trabalhadores. Foi removido em 1988. Aos domingos, os pubs em Cork e Dublin tinham que fechar entre as 14h e as 16h; esta restrição não foi removida até 2000. Os bares muitas vezes apenas trancavam as portas, permitindo que os que estivessem nos bares continuassem bebendo durante a hora sagrada.